# Ахундов, Сяфа Фатулла оглы
Сяфа Фатулла оглы Ахундов (1958—1992) — Национальный Герой Азербайджана (1992, посмертно); Шехид Карабахской войны.

## Биография
Родился 19 июня 1958 года в Масаллинском районе. Учился в Саатлы, затем в Джалилабаде. Сяфа в детстве мечтал стать лётчиком, это желание привело его в Бакинский аэропорт. Затем он поступает в Оренбургское Училище Гражданской Авиации. После окончания этой школы в 1979 году, он был назначен пилотом в Евлахском аэропорту
Сафа, который жил в Риге, в 1987 году вернулся в Азербайджан. В 1989 году был назначен 2-м пилотом вертолёта Ми-8, принадлежащего авиакомпании «Азал-аэро» Забрата. 28 января 1992 года он совершил два успешных полета в Шушу. При повторном полёте в направлении Шуши пущенная армянскими боевиками ракета из ПЗРК со стороны Степанакерта взорвала его вертолёт. Три члена экипажа и 47 пассажиров погибли при трагических обстоятельствах
Он был женат и у него было 1 сын.
Указом № 337 Президента Азербайджанской Республики 25 ноября 1992 года Ахундов Сафа Фатулла оглы был удостоен звания «Национальный герой Азербайджана».
Он был похоронен на Аллее Шахидов в Баку.
Бюст в центре города Джалилабад. Бюст был построен в центре города Джалилабад.